# Jan van Eyck
Jan van Eyck  [ˈjɑn vɑn ˈɛik] (o Johannes de Eyck, Maaseik, c.1390-Brujas, 9 de julio de 1441) fue un pintor flamenco que trabajó en Brujas. Está considerado como uno de los mejores pintores del norte de Europa del siglo XV y el más célebre de los Primitivos flamencos. Robert Campin, que trabajó en Tournai y los hermanos Van Eyck en Flandes, fueron las figuras de transición desde el gótico internacional a la llamada escuela flamenca. El estilo flamenco que se dio en los Países Bajos en el siglo XV se ha considerado tradicionalmente como la última fase de la pintura gótica. Otra corriente lo enmarca en lo que se ha dado en llamar Prerrenacimiento. A este estilo pictórico del gótico tardío en el siglo XV, que anuncia el Renacimiento nórdico de Europa, también se le llama Ars nova.

## Biografía

### Juventud
Jan van Eyck pertenecía a una familia de pintores. A menudo se ha relacionado con el pintor Hubert van Eyck, al que se considera su hermano, debido a que se cree que ambos provenían de la misma ciudad, Maaseik. En documentos de la corte borgoñona se menciona a otro hermano, Lambert van Eyck y se tiene la teoría de que pudo haber sido pintor y también que fue quien supervisó el cierre del taller de Jan van Eyck en Brujas. Otro pintor significativo, y bastante más joven, que trabajó en el sur de Francia, Barthélemy van Eyck, se cree que era un pariente suyo.
Se desconoce la fecha del nacimiento de Van Eyck. Una tradición que se remonta a Lucas de Heere (1559) y Marcus Van Vaernewijck (1568) fija el lugar de nacimiento de Jan van Eyck en Maaseik, cerca de Maastricht, en la provincia de Limburgo, a orillas del río Mosa y perteneciente a la diócesis de Lieja. Nada se sabe sobre su formación como artista, ni siquiera si fue en Francia o en su tierra natal. Probablemente su formación fue en el campo de la miniatura, de la cual aprendió el amor por los detalles diminutos y por la técnica refinada, que se refleja incluso en las obras pictóricas. Se ha apuntado la posibilidad de que se formase en París, pero lo cierto es que no hay pruebas que lo acrediten. 
El documento más antiguo que existe de él es de la corte de Juan III de Baviera, príncipe-obispo de Lieja, conde de Holanda y de Zelandia, en La Haya, donde se hicieron pagos a Jan van Eyck entre octubre de 1422 y septiembre de 1424 como pintor de corte, con el rango cortesano de ayuda de cámara, y primero uno y luego dos asistentes. Esto sugiere una fecha de nacimiento en el año 1395, como muy tarde, y de hecho posiblemente antes. La edad que aparenta en su posible autorretrato sugiere a la mayor parte de los estudiosos una fecha más temprana que 1395.

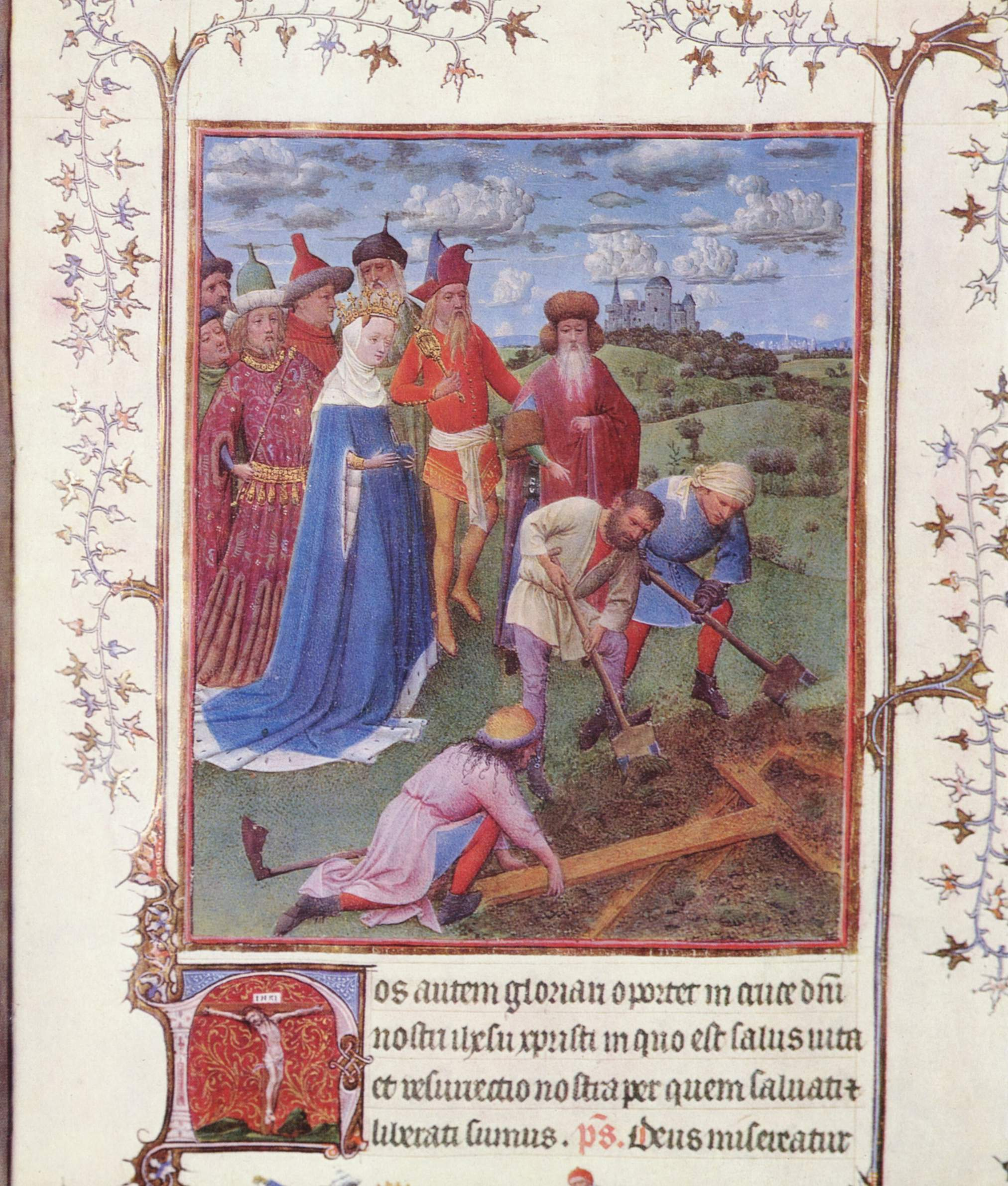
Recuperación de la Cruz por santa Helena, iluminación atribuida al «maestro G», del Libro de Horas de Turín.

Sus primeros pasos artísticos se dieron en el mundo de la miniatura, en la época dominada por la tradición tardogótica francesa. De este primer período sólo quedan las miniaturas del Libro de Horas de Turín. Su datación y comitente no quedan claros. Se ha apuntado la posibilidad de que lo encargara el duque Guillermo IV de Baviera antes de 1417. Sin embargo, generalmente se entiende que fueron ejecutadas en La Haya para el conde de Holanda, Juan de Baviera entre 1422 y 1424. La mayor parte de las miniaturas que contenía fueron destruidas por el fuego en 1904, aunque existen fotografías, pero otra parte del manuscrito se conserva en el Museo civico d'arte antica de Turín. En los mejores folios del libro miniado, atribuidos por Hulin de Loo al «maestro G» (posiblemente, Jan van Eyck), las figuras están ya plenamente integradas en un espacio realista, con una luz que unifica la representación y delinea con gran precisión y detalles diminutos la sala y las ocupaciones de los personajes. Queda claro que Van Eyck se planteaba, como Masaccio, el problema de la realidad: pero mientras el italiano hacía una síntesis que acogía la sola esencia de las cosas, preocupándose de colocarla en un espacio con perspectiva unitaria y racional, el flamenco procedía en lugar de ello analizando con lucidez y atención los singulares objetos como se presentan ante nuestros sentidos. 
No se sabe exactamente si estas miniaturas las hizo Jan o su hermano Hubert, como ocurre con otras obras de esta época. La autoría de obras de Van Eyck anteriores a 1426, fecha en que murió su hermano Hubert, se discute y la atribución a Hubert o a Jan es delicada. Esto ocurre con las Tres Marías ante el sepulcro del Museo Boymans van Beuningen, que se suele atribuir a Hubert por lo arcaico de la composición. Parece que es obra de Hubert van Eyck una Crucifixión de la Gemäldegalerie de Berlín, y hasta se llegó a dudar de si el Tríptico de Dresde es obra de Jan o de Hubert. La tabla central de este tríptico representa a la Virgen entronizada con el Niño y en los paneles laterales se encuentran San Miguel con el donante a la izquierda y Santa Catalina a la derecha; el marco es aún el original y sobre la cara externa de los portillos se puede ver una Anunciación pintada con grisalla.

#### Políptico de Gante

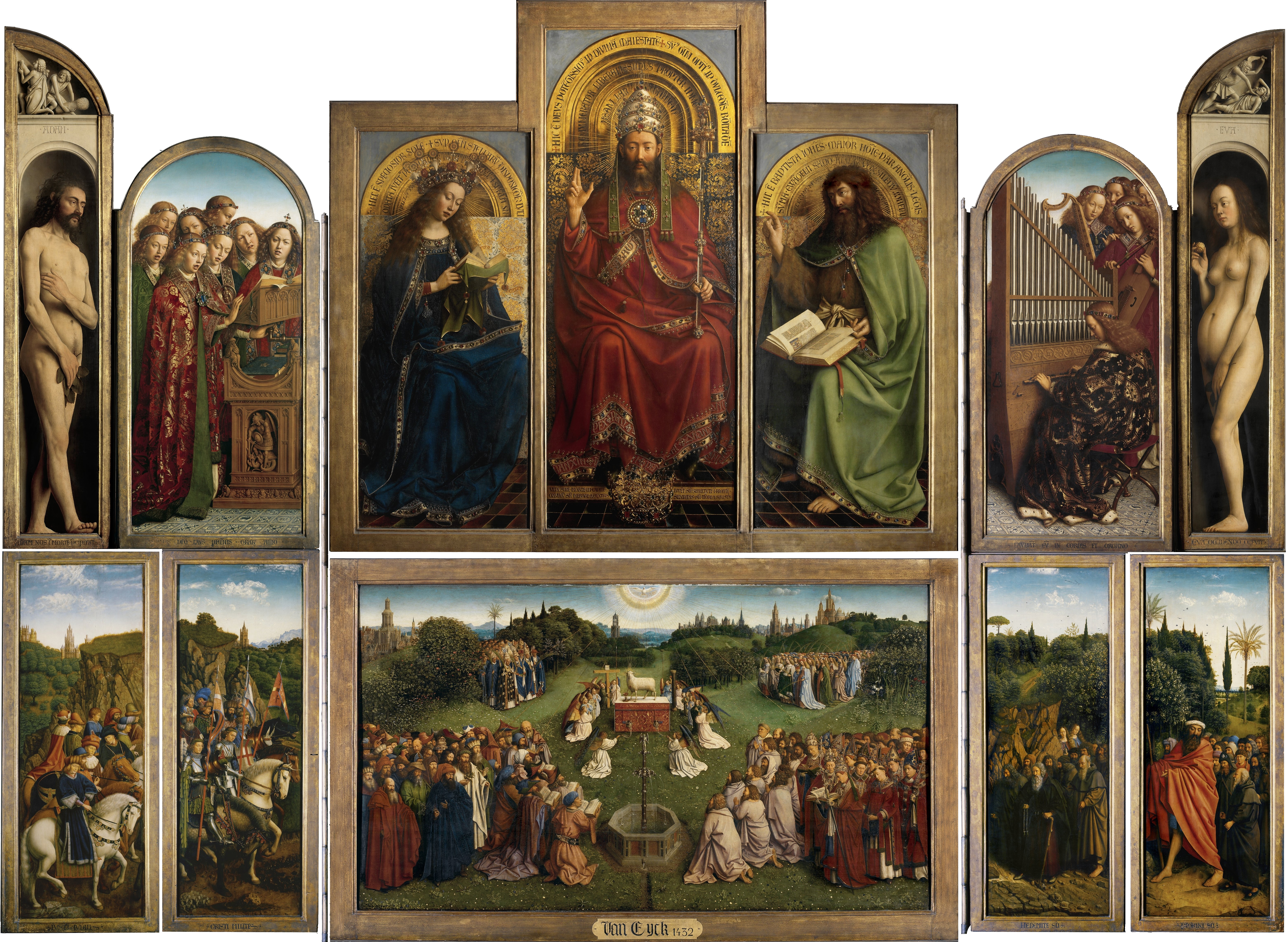
El Políptico de Gante: La adoración del Cordero Místico (vista interior), pintado en 1432.

Hubert murió el 18 de septiembre de 1426, y Jan prosiguió con la gran obra de la pintura flamenca de principios del siglo XV, el Políptico de Gante, que acabó en 1432. Fue un encargo de Jodocus Vijdts y su esposa Isabel Borluut. Está formado por numerosas tablas. Cuando se cierra presenta la Anunciación. Cuando está abierto aparece, en la parte superior, lo que se llama la Déesis, esto es, Jesucristo en el centro como Pantocrátor y a los lados la Virgen María y San Juan Evangelista, mientras que a la izquierda se encuentran los Ángeles cantores y Adán y a la derecha los Ángeles músicos y Eva. Debajo se encuentra un gran panel con el tema del Cordero Místico en prados verdes, y se acercaban a adorarlo diversos grupos sociales. A los lados se encuentran los Caballeros de Cristo y de Jueces íntegros (a la izquierda) y los Eremitas y los peregrinos (a la derecha). También se incluía alegorías de virtudes, la Justicia, la Fortaleza, la Prudencia y la Templanza. En esta obra se pueden apreciar algunos de los caracteres típicos de la pintura de Van Eyck: naturalismo analítico, uso de colores luminosos, cuidado por la representación del paisaje y gran lirismo, todos elementos que se representan incluso en las pinturas ejecutadas a pocos años de distancia del Políptico de Gante.
Comenzado en algún momento antes de 1426 y terminado, al menos en parte, para el año 1432, este políptico se considera que representa «la conquista final de la realidad en el Norte», que se diferencia de las grandes obras del Primer Renacimiento en la Italia en virtud de su deseo de privarse de la idealización clásica a favor de una observación fiel de la naturaleza. Se encuentra en su ubicación original, la catedral de San Bavón en Gante, Bélgica. Ha tenido una historia turbulenta, sobreviviendo a los alzamientos iconoclastas del siglo XVI, la Revolución Francesa, gustos cambiantes que llevaron a su diseminación, y más recientemente el saqueo de los nazis. Cuando la Segunda Guerra Mundial acabó fue recuperado en una mina de sal. No menos turbulenta fue la historia de la interpretación de esta obra. Una cuarteta de versos alejandrinos en latín, copia de la original que figuraba en este retablo, oculta bajo la pintura y descubierta por medio de rayos X, afirma que Hubert comenzó la obra y la culminó Jan: Hubert van Eyck maior quo nemo repertus (más grande que cualquier otro) comenzó el retablo, pero Jan van Eyck – llamándose a sí mismo arte secundus (segundo mejor en el arte) – lo acabó. Según esta inscripción, el Políptico de Gante es el resultado del esfuerzo colaborador de Jan van Eyck y su hermano Hubert. La interpretación tradicional es que Jan reunió los paneles que Hubert tenía comenzados antes de su muerte en 1426, y añadió otros nuevos de su propia creación, ensamblándolos todos juntos. La cuestión de quién pintó qué, «¿Jan o Hubert?» se ha convertido en una cuestión mítica entre los historiadores del arte. La crítica parece hoy inclinada a atribuir a Hubert la concepción y en parte la ejecución de la tabla con la Adoración y de las tres tablas superiores, mientras que todo el resto lo ejecutaría Jan que trabajó en ella de manera alterna, de ahí la falta de homogeneidad entre diversos compartimentos, que para ser apreciado por completo deben ser analizados singularmente. Pero hay algunos que se cuestionan, incluso, la validez de la inscripción, y de ahí la implicación de Hubert van Eyck en la obra. Hacia 1930, Emil Renders incluso sostuvo que «Hubert van Eyck» era una total ficción inventada por los humanistas de Gante en el siglo XVI. Más recientemente, Lotte Brand Philip (1971) ha propuesto que la inscripción en el Políptico de Gante ha sido malinterpretada, y que Hubert era (en latín) el «fictor», no el «pictor», de la obra. Ella interpreta esto en el sentido de que Jan van Eyck pintó todo el retablo, mientras que su hermano Hubert creó el marco escultórico.

### Éxito mundano

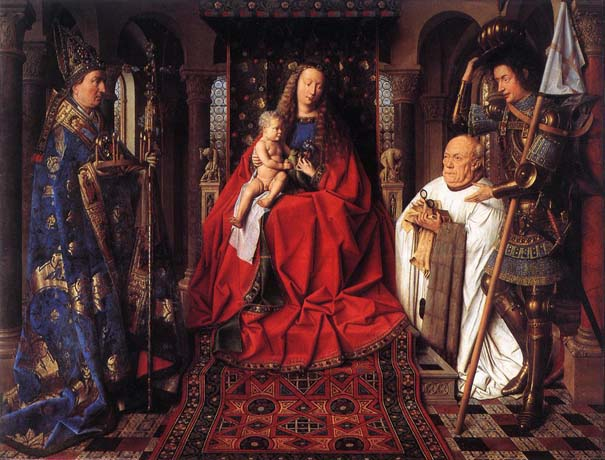
Jan van Eyck: Virgen del canónigo Van der Paele (1434), un buen ejemplo de alfombras orientales en la pintura renacentista.

Tras la muerte de Juan III de Baviera, en enero de 1425 se reencontró en Flandes con su hermano, Hubert van Eyck, igualmente pintor. Entró entonces al servicio del poderoso e influyente príncipe Valois, Felipe el Bueno, duque de Borgoña el 19 de mayo de 1425, como pintor y valet de chambre, es decir, ayuda de cámara, con un salario anual fijo que inicialmente fue de 100 libras. Fue su pintor oficial hasta su muerte. El centro artístico de los duques de Borgoña, que habían sido París y Dijon, pasó con Felipe el Bueno a Flandes y Brabante. Felipe no tuvo una capital fija y movía la corte entre diversos palacios, principalmente en las ciudades de Bruselas, Brujas o Lille. En esta última localidad vivió Van Eyck aparentemente entre 1426 y 1429.
Una serie de documentos registran sus actividades al servicio de Felipe. Es evidente que gozaba de gran prestigio y muy buenas relaciones con el duque, y por ello se le habrían encargado viajes secretos, de carácter diplomático. El 26 de agosto de 1426, el pintor recibió pago para emprender, en nombre del duque, un peregrinaje y un lejano viaje secreto y, de nuevo, el 27 de octubre del mismo año por «ciertos lejanos viajes secretos». De nuevo en julio y agosto de 1427 recibe la remuneración correspondiente, según parece, a una misión diplomática en el extranjero. Esto atestigua que durante los años 1426 y 1427, Van Eyck habría hecho, al menos, dos viajes lejanos. El destino de esos viajes aún hoy en día se desconoce. Se ha especulado con la idea de que algunos de esos pagos se refieran a su posible participación en una embajada a Valencia, en 1426, aunque falta la certeza. Se trataba de pedir a Alfonso V de Aragón la mano de su sobrina Isabel de Urgel para Felipe el Bueno. La presencia de Van Eyck parece verosímil si se considera el interés que su obra despertó en Alfonso V, quien poseyó tres pinturas de Van Eyck, entre ellas un San Jorge y el dragón adquirido en Brujas, y al hecho de que, entre 1431 y 1436, el rey le envió a Lluís Dalmau, su pintor de cámara, a perfeccionar en Flandes sus conocimientos de la pintura al óleo. La Virgen dels Consellers de Lluís Dalmau (h. 1445, Barcelona, MNAC) evoca indudablemente al Políptico de Gante.
El 18 de octubre de 1427, Van Eyck, de vuelta a los Países Bajos, fue invitado a un vino de honor por el magistrado de Tournai. Aún estaba en Tournai el 23 de marzo de 1428. Las negociaciones de Valencia fracasaron y Felipe el Bueno envió una embajada a Lisboa (Portugal) a pedir en matrimonio a la infanta Isabel, la hija de Juan I. Un documento de la época confirma que Van Eyck formaba parte de la embajada. De los supuestos viajes de Van EycK es este el único del que se tiene información detallada, tanto del motivo como del destino gracias al relato que de él hizo a su regreso el rey de armas de Flandes, conservado en un documento titulado Copie du verbal du voyage de Portugal qui se feist de par feu monseignueur le bon duc Phelippe de Bourgoingue, del que existe una segunda copia en castellano con lusitanismos. La embajada partió de Sluys el 19 de octubre de 1428 y no regresó hasta el 25 de diciembre del año siguiente. En Portugal los embajadores fueron recibidos por Juan I en Avís el 13 de enero de 1429. La presencia en la embajada de Van Eyck y la razón para ello queda atestiguada en el citado documento:

y juntamente con esto, los dichos embaxadores hizieron pintar muy al natural la figura de la dicha dama infanta doña Isabel por un honbre llamado maestre Juan de Yel [maistre Johan de Eyk], moço de cámara del dicho monseñor de Borgoña, eçelente maestro en arte de pintura.

En enero de 1429, en el castillo de Avís, ejecutó dos retratos de la princesa, actualmente perdidos. Estaban concluidos el 11 de febrero cuando partieron cuatro correos hacia Flandes, dos por mar y dos por tierra, con información de lo tratado acerca del concierto matrimonial y «la figura de la dicha dama hecha en pintura». Mientras esperaban respuesta, tres de los embajadores y sus séquitos con otros familiares y gentilhombres entre los que es posible que figurase Van Eyck visitaron Santiago de Compostela, y de allí marcharon a entrevistarse con el duque de Arjona, el rey de Castilla, Juan II, con quien se encontrarían probablemente en Ávila o en Madrid, y el rey de Granada, Muhammed VIII. La presencia del pintor en la península ibérica podría haber contribuido a despertar en ella el interés por el arte flamenco, pero también ayudaría a explicar la presencia en la obra de Van Eyck de elementos decorativos en azulejos y alfombras de inspiración orientalizante, nazarí o valenciana. 

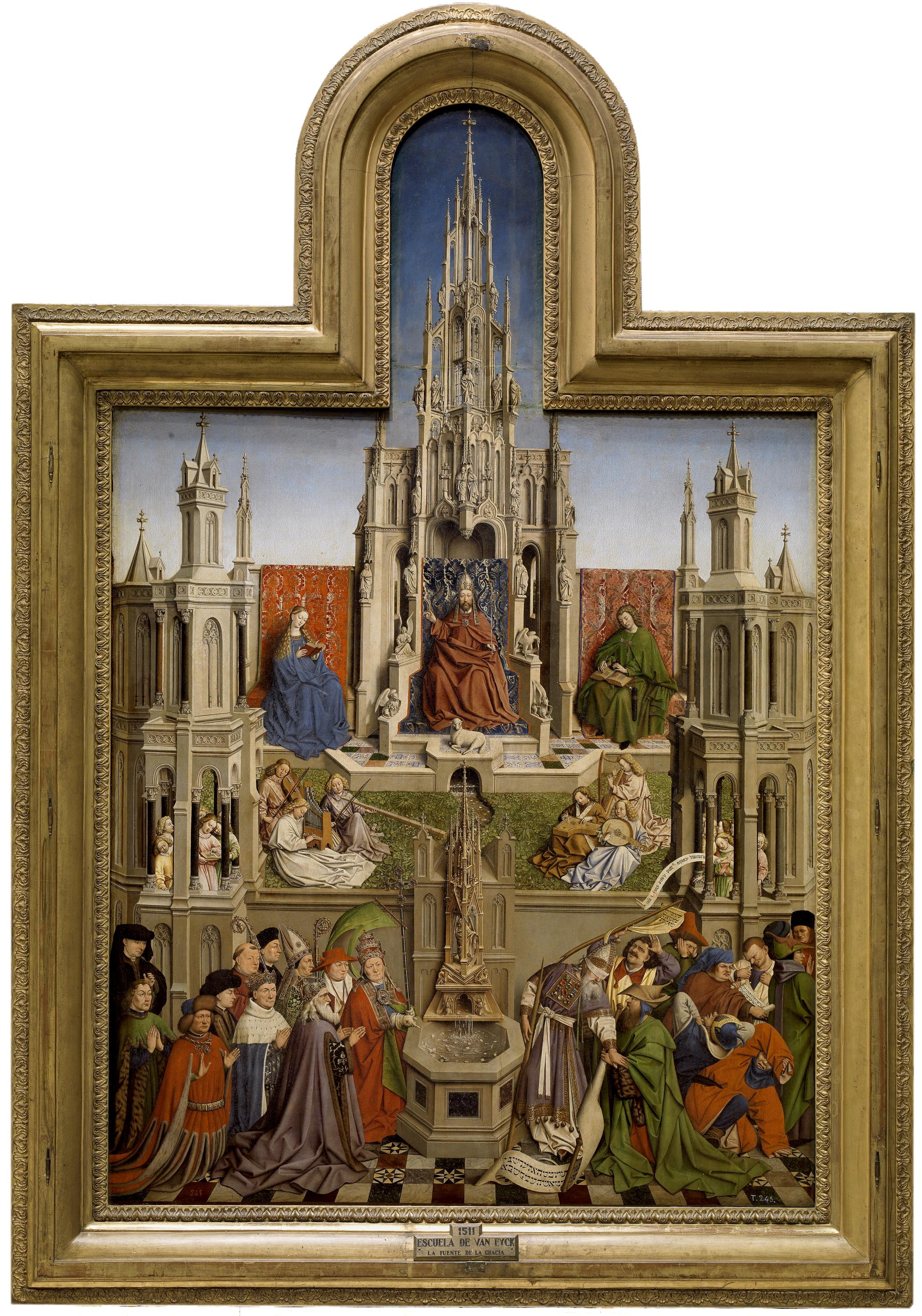
La Fuente de la Gracia y Triunfo de la Iglesia sobre la Sinagoga o La fuente de la Vida (c. 1430-1440), Madrid, Museo del Prado. Óleo sobre tabla, 181 x 119 cm. La obra ha sido atribuida, entre otros, al taller de Jan van Eyck, a Lambert van Eyck, hermano menor de Jan y quien dirigió el taller a su muerte, o a Petrus Christus, y se encuentra documentada en España hacia 1459, cuando Enrique IV hizo donación de ella al Monasterio de El Parral. Se trata de una alegoría teológica. El cuadro presenta en la parte superior a Cristo sentado en su trono, acompañado de la Virgen y San Juan, a cuyos pies emana un río de hostias consagradas. En la parte inferior, a la izquierda la Iglesia, encabezada por el papa; a la derecha la Sinagoga, representada por un grupo de judíos junto a un sumo sacerdote con los ojos vendados, simbolizando la no percepción de la luz del cristianismo.

Estos viajes le permitieron reconocer nuevas luminosidades, cielos y atmósferas diáfanas e incluso notar nuevas vegetaciones. En el Políptico de Gante aparecen, como parte del paisaje de la paradisíaca Nueva Jerusalén, figuradas con precisión casi de naturalista especies mediterráneas. 
No quedan las obras que le encargasen el conde de Holanda primero y el duque de Borgoña después. De hecho, las obras de Van Eyck que se le atribuyen sin dudar, debidamente firmadas y datadas, pertenecen todas a la última década de su vida y, además, no son encargo de aquellos nobles sino de comerciantes, altos funcionarios y clérigos a título particular. Parece que después del 1429 se instaló en Brujas, donde adquirió una casa en el año 1431; aproximadamente en la misma época, se casó con una tal Margarita, de la que se ignora su procedencia. Tuvieron un hijo en 1434 y luego otro quizás en 1435. El duque los gratificó con un regalo y fue el padrino de uno de los hijos. Parece que trabajó en el año 1433 en el palacio de Coudenberg en Bruselas. Como pintor y ayuda de cámara del duque, Jan van Eyck estaba excepcionalmente bien pagado. Su salario anual era bastante alto cuando fue contratado por vez primera, pero se le dobló dos veces en los primeros años y a menudo recibió suplementos por encargos especiales. Sólo su salario ya hace de Jan van Eyck una figura excepcional entre los primitivos flamencos, puesto que la mayor parte de ellos dependían de encargos para ganarse el sustento. En 1434-1435, el magistrado de la ciudad de Brujas retribuyó a Van Eyck por la policromía de seis estatuas y su baldaquino en la fachada del Ayuntamiento. La visita que el magistrado había hecho el 17 de julio de 1432 a su taller se refería quizá a este encargo. Un indicativo de que el arte y la persona de Van Eyck eran extraordinariamente considerados es un incidente administrativo ocurrido en septiembre de 1434: la cámara de cuentas de Lille rechazó pagar a Van Eyck; el 13 de marzo de 1435, el duque intervino personalmente a favor de su pintor, reprendiendo a sus tesoreros por no pagarle su salario, argumentando que Van Eyck los abandonaría y que no sería capaz de encontrar a nadie que igualase su «arte y ciencia». En esta época siguió haciendo viajes por encargo del duque, estando en Hesdin en 1431-1432 y en Lille en el año 1432.
El 20 de agosto de 1436, fue remunerado por «ciertos viajes lejanos en tierras extranjeras». Se trata probablemente de una misión en tierras no cristianas, relacionada con los proyectos de cruzada de Felipe el Bueno, quizá un viaje por Bizancio o Jerusalén. No puede excluirse que Van Eyck haya tenido que hacer reconocimientos de caminos y territorios y reflejarlos en un plano. 
Al período 1432-1439, viviendo ya en Brujas, pertenecen las pinturas datadas que se consideran indudablemente como de Jan van Eyck. Hay algunas obras de atribución incierta que se imputan más a su taller, como ocurre con un San Jerónimo en su estudio que se cree que realizó en todo, o en parte, el taller. También a ese taller se atribuye La Fuente de la Gracia y triunfo de la Iglesia sobre la Sinagoga del Museo del Prado, procedente del Monasterio de El Parral, cuya fecha de ejecución se discute, oscilando entre los años 1430 y 1455. Una segunda obra de Van Eyck y el taller se ha tenido por relacionada directamente con España y testimonio del temprano aprecio que su pintura alcanzó en la península: las tablas laterales de un tríptico con la Crucifixión y el Juicio Final, que habría comprado a un convento próximo a Madrid (o a Burgos) el príncipe Dmitri Pavlovich Tatischeff cuando era embajador de Rusia en España, entre 1814 y 1821, aunque según documentación aportada por Gabriele Finaldi las tablas se encontraban en el siglo XVII en Nápoles inventariadas entre los bienes del duque de Medina de las Torres, donde se atribuían a Alberto Durero.  A su muerte, Jan Van Eyck dejó inacabada la Virgen de Nicolás Van Maelbecke (colección privada, Gran Bretaña), que estaba destinada a la iglesia de San Martín en Ypres.
Según una cuenta para los funerales en la iglesia de San Donaciano en Brujas, cuenta cerrada el 23 de junio de 1441, murió poco antes de esa fecha. En calidad de miembro de la «familia» ducal, fue inhumado en el claustro anejo a esta iglesia; en 1442, por intervención de su hermano Lambert, su tumba fue transferida al interior de la iglesia. La lápida en el centro de la cual estaban grabadas las armas de la corporación de los pintores desapareció en 1800 con la destrucción de la iglesia (cf. El dibujo de P. De Molo hacia 1785). Un epitafio en cobre de principios del siglo XVI desapareció durante las guerras de religión. Se puso un nuevo epitafio, en madera pintada, en 1768; desapareció desde 1782. Lucas de Heere y Marcus Van Vaernewijck precisan que Van Eyck murió joven.
El 22 de julio de 1441, por lo tanto después de su muerte, el duque pagó aún, a la viuda, una parte de sus ingresos anuales y, cuando su hija Lievine entró al convento de Santa Inés en Maaseik, en 1449-1450, le asignó una gratificación. No se conserva prácticamente nada de los encargos que Van Eyck realizó para Felipe el Bueno. Trabajó en la decoración de las residencias de Hesdin (1431 o 1432), de Bruselas (1433), y de Lille (1434). Generalmente, se relaciona con estos trabajos una pintura con una fiesta de caza en la corte de Felipe el Bueno, copia del segundo cuarto del siglo XVI de una obra perdida de evidente carácter eyckiano. Hacia 1460, cuando, en su Tratado de arquitectura, Filarete trataba de la ornamentación de los palacios, menciona el nombre de Jan van Eyck. Había pintado, sin duda, retratos del duque y su familia. Muchos retratos grabados del siglo XVII mencionan a Van Eyck como Inventor, lo cual puede ser una pista. Un dibujo del siglo XVIII, que pertenece a una colección privada alemana, lleva una inscripción según la cual se trataría del retrato de la infanta Isabel realizado en Portugal. En 1456, Bartolomeo Facio describe un «mappa mundi» realizado por Jan van Eyck para Felipe el Bueno. Era muy meticuloso y permitía medir las distancias. Es posible que fallase a la hora de identificar un mapa del mundo firmado en el Prinsenhof de Gante. No se excluye que el duque haya encargado a Jan van Eyck obras decorativas de carácter heráldico.

## Principales obras

Anunciación, Galería Nacional de Arte (Washington D. C.).

Dejando a un lado su obra más conocida, el Políptico de Gante, la obra de Jan van Eyck está formada sobre todo por representaciones de Virgen María y de retratos. 

#### Virgen del canónigo Van der Paele y Virgen del canciller Rolin
Una de las principales tablas de Van Eyck es su Virgen en una iglesia (h. 1438), conservada en la Gemäldegalerie de Berlín, que evoca un interior iluminado con una luz preciosa e inmaterial que suscitó gran admiración; hubo dos copias de esta obra, que se deben a Gossaert y el conocido como Maestro de 1499.

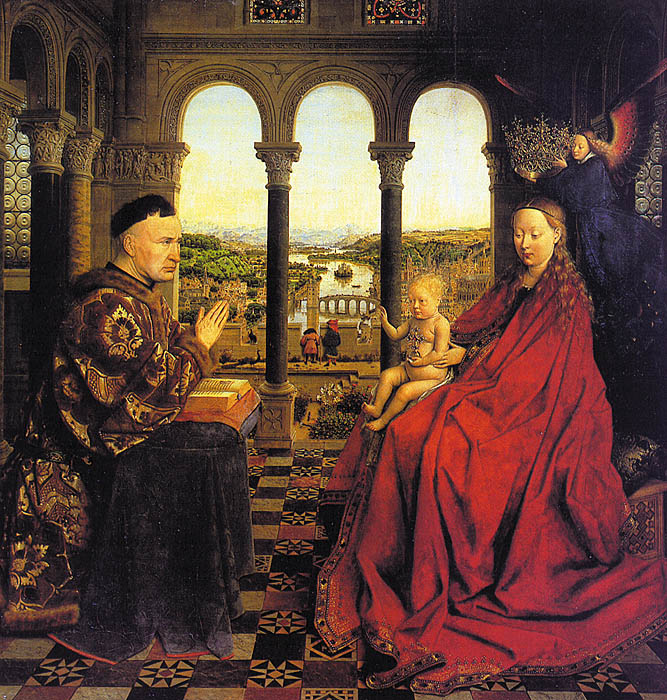
Virgen del Canciller Rolin, 1435.

La Virgen María protagoniza dos notables paneles conmemorativos: la Virgen del Canciller Rolin que se encuentra en el Louvre de París y la Virgen del canónigo Van der Paele que se conserva en el Museo Groeninge de Brujas. La Virgen del canciller Rolin fue ejecutada entre 1434 y 1435, y muchos la relacionan con la paz de Arrás estipulada en el año 1435. Fue un encargo del canciller del duque de Borgoña y tenía como destino su capilla en la catedral de Autun. La escena se desarrolla en el interior de un ambiente cerrado pero con una amplia arcada en el fondo que crea un complejo juego de luces y de sombras. Las dos figuras principales, la Virgen y el donante, están perfectamente equilibradas y dispuestas una frente a la otra; la ropa del canciller en adoración está decorado con preciosos bordados, mientras que el Niño tiene en la mano una cruz luminosa y la Virgen está vestida con un largo ropaje rojo sobre el que están recamadas en letras de oro los pasos del oficio matutino recitado durante la misa celebrada delante del canciller.
Las arcadas dejan asomar una vista de una ciudad fluvial reproducida en todos sus detalles: los edificios, las calles e incluso los minúsculos habitantes. Este detallismo descriptivo en la composición contribuía a su visión de dentro y era considerada como la solución ideal para combinar la representación de un interior con el paisaje exterior que se abre al fondo.
La Virgen del canónigo Van der Paele es la tabla más grande de las de Jan van Eyck, después del Políptico de Gante. De sus otras pinturas religiosas, destaca la Anunciación de Washington D. C.. Del año 1433 es la Virgen con Niño, llamada de Ince Hall. Al último período de actividad del pintor ha de referirse la Virgen de la fuente (obra firmada y datada en el año 1439, custodiada en el Museo Nacional de Amberes) y la que es conocida como la Virgen de Lucca.
En todas estas obras se representa a la Virgen de una manera idealizada y poética, que contrasta con el realismo en la representación de los donantes. 

#### El Matrimonio Arnolfini
A Jan van Eyck se le considera el fundador del retrato occidental. Sus modelos casi siempre están representados en busto; la cara, vistos tres cuartos, se vuelve hacia la izquierda, y los ojos fijan a menudo al espectador, lo que constituía en la época una innovación radical. Su obra maestra dentro de este género, y una de las cumbres de la pintura flamenca, es el Retrato de los esposos Arnolfini (1434). Representa el momento de la boda, en un interior flamenco, de un rico negociante establecido en Brujas, Giovanni Arnolfini, y su esposa. Se trata de una de las más frecuentemente analizadas por los historiadores de arte. Van Eyck inscribió en el muro posterior (pictórico) Johannes de Eyck fuit hic 1434 («Jan van Eyck estuvo aquí», 1434), por encima de un espejo circular convexo en el cual aparecen vagamente reflejados dos personajes, quizá los dos testigos, uno de los cuales sería el propio Van Eyck. Aunque no es exactamente el sistema de juego especular que luego utilizará Velázquez en Las Meninas, existe en el cuadro de Van Eyck un interesante precedente, que es, entre otras cosas, una búsqueda de la superación que la bidimensionalidad del cuadro impone a la representación de los espacios. Se puede entonces ver en esta obra un verdadero certificado de matrimonio. Van Eyck refuerza una «integración» del espectador dentro del espacio virtual representado en su obra. Como en casi todas las obras de Van Eyck, en ésta abundan las alegorías y las simbologías. Pero en años recientes se han cuestionada varias ideas populares al respecto. Por ejemplo, que no se pintó como un certificado de matrimonio, o la documentación de un compromiso, como originalmente sugirió Erwin Panofsky. Aunque la mujer parece estar embarazada, el gesto de la mano de levantar el vestido aparece en representaciones contemporáneas de las santas vírgenes (incluyendo el Tríptico de Dresde del propio Van Eyck y una pieza de taller, la Virgen de la Colección Frick); sin embargo, el tipo de cuerpo, y la moda que acentuaba ese tipo corporal, puede enfatizar el potencial reproductor de las mujeres. Documentos recientemente descubiertos indican que la esposa de Giovanni Arnolfini murió antes del año 1434, junto con detalles en la imagen, sugieren que la mujer retratada había muerto (quizás como resultado de un parto) antes o durante el proceso de realización de la pintura. En este retrato destaca la profundidad psicológica alcanzada a la hora de retratar a la pareja, así como el detalle por la ambientación minuciosa y cuidada. Se considera uno de los primeros retratos burgueses, género que tendría un extraordinario desarrollo.

#### Otros retratos
Van Eyck pintó una serie de retratos excepcionalmente evocadores e inquietantes. Reclamaban su trabajo como retratista por la exactitud a la hora de reflejar los modelos. Entre ellos está el de su esposa, Margarita (Brujas, Museo Groeninge), y lo que se cree que es su autorretrato, Retrato de un hombre, a menudo titulado erróneamente como Retrato de un hombre con turbante rojo, pues lo que le cubre la cabeza es un capirón. Tiene su firma y fecha de ejecución (21 de octubre de 1433) y el lema flamenco que se ha hecho famoso: AIC IXH XAN «Als ich kan», que significa «como puedo», que aparentemente es una frase modesta («hago lo que puedo»), pero en realidad puede ser falsa modestia («hago esto porque puedo»). El fondo oscuro exalta el rostro del hombre que tiene un enorme turbante sobre su cabeza, sobre el que recae inevitablemente la mirada del espectador que admira la sorprendente habilidad para representar los pliegues del paño a través del contraste entre las luces y las sombras.

#### La Crucifixión y el Juicio Final
Aun con dudas, se atribuyen a Jan van Eyck las puertas laterales de un tríptico que representan la «Crucifixión» y el «Juicio Final», conservadas en el Museo Metropolitano de Arte de Nueva York, que las data hacia 1440. El espacio de la Crucifixión está organizado según un punto de vista realzado que aumenta la sensación de profundidad; a los pies de la cruz se reúne una gran cantidad de personajes entre los que se ven soldados y dignatarios de la corte retratados con impasible distancia, contraponiéndose a la desesperación de la Virgen arrodillada en primer plano y envuelta en una larga vestidura azul celeste que deja descubierto mostrando el rostro. El sentido de dramatismo está acentuado por la posición del ladrón sobre la derecha representado con el cuerpo doblado sobre la cruz, como en un intento extremo de liberarse de las cuerdas, mientras que el cielo plomizo anuncia la inminente muerte de Cristo; la ciudad que se ve sobre el fondo, con sus numerosos edificios que recuerdan las construcciones flamencas de su época, representa la Nueva Jerusalén.
La tabla con el Juicio Final en cambio, está construida según un modelo de derivaciones medievales, con una disposición en tres planos y con las figuras de grandeza diversa según su grado de importancia; en lo alto se encuentra Cristo rodeado por ángeles que portan los instrumentos de la Pasión, por la Virgen y San Juan y bajo los doce apóstoles con santos y beatos a los lados. En la parte inferior de la pintura se ven los muertos que emergen de la tierra y del mar en atención del juicio con el arcángel Miguel que queda por encima del esqueleto de la Muerte representado con alas de murciélago usadas para delimitar el espacio de los infiernos donde los condenados son lanzados para alimentar a terribles monstruos que rompen los cuerpos en pedazos.
La tabla contiene también inscripciones destinadas a la correcta interpretación de las imágenes, confiriendo una función de erudición a la obra que quizá estaba destinada a una persona instruida, que era capaz por ello de leerla y de comprender su significado.

## Estilo
Aunque los hermanos van Eyck inauguran realmente el renacimiento nórdico, se han de tener en cuenta como antecedentes que les han influido los miniaturistas Gebroeders van Limburg, el escultor Claus Sluter, y, aún más directamente al pintor Melchior Broederlam.
Jan van Eyck es tan importante para la pintura al norte de los Alpes como Masaccio  para el arte italiano. Hay un error común, que se remonta al siglo XVI, las Vite del artista y biógrafo toscano Giorgio Vasari, que Jan van Eyck inventó la pintura al óleo. Sin embargo, el óleo como técnica para pintar tallas de madera y otros objetos es muy anterior, y Teófilo (¿Roger de Helmarshausen?) da claras instrucciones para pintura basada en el óleo en su tratado Diversarum Artium schedula sive de diversis artibus (1125). También documenta la difusión de esta técnica en Flandes desde el siglo XIV el llamado Manuscrito de Estrasburgo. Pero sí es verdad que los hermanos Van Eyck estuvieron entre los primeros pintores flamencos que lo usaron para pinturas sobre tabla muy detalladas. Fueron ellos quienes lograron nuevos y destacados efectos a través del uso de veladuras, la técnica de pintar con finas capas de pintura húmeda sobre capas previas completamente secas, y otras técnicas. Jan van Eyck aumentó la proporción de aceite transparente en la mezcla, usando diversos tipos de semillas para su extracción, como el lino y la nuez, lo que le permitía superponer varias veladuras, de manera que lograba mayor luminosidad y colores intensos. El aglutinante utilizado por Van Eyck tenía como base aceite secante y de otro elemento que volvía el aglutinante consistente, lo que era una de las dificultades encontradas por los usuarios de la pintura al óleo posteriores. Llevó la técnica de la pintura al óleo y el realismo de los detalles (destacadamente la representación de las materias) en una cumbre nunca alcanzada antes que él, la técnica flamenca permitiendo también la claridad de estos. Estas capas de óleo se aplicaban sobre un soporte que consta de una tabla de madera (generalmente de haya) pulida y pintada de blanco, con lo que se logra una reflexión de la luz con el consecuente brillo de la pintura y una sugestión de profundidad. Van Eyck se atrevió con estos métodos a intentar lo que luego se llamaría trompe d'œil o trampantojo. Por la temprana maestría de Van Eyck en la técnica al óleo, se le conoce tradicionalmente como el «padre de la pintura al óleo». 
Se trata de un artista que tenía conciencia de su propia importancia, siendo uno de los primeros artistas flamencos que firmó y dató sus pinturas en los marcos, entonces considerados una parte integral de la obra (los dos a menudo se pintaban juntos). 
Esta habilidad con el óleo le permitía reflejar de una manera naturalista la realidad. Además, era minucioso y sus obras, generalmente de pequeño tamaño, tienen una extraordinario detalle propio del mundo de la miniatura. Inmediatos antecedentes que influyen en Van Eyck serían los excelentes miniaturista hermanos Limbourg, así como el escultor Claus Sluter: la forma de representar los pliegues de las telas que Sluter hace en piedra es prácticamente la misma forma con que van Eyck pinta los pliegues de las telas. También se menciona como predecesor de los Van Eyck el poco conocido pero valioso pintor Melchior Broederlam.
Pero, aunque esta minuciosidad recuerde tanto a la iluminación, hay rasgos que hacen ver en él claramente anticipo del Renacimiento. Este periodo del arte flamenco se caracteriza por el naturalismo de vívidos colores al óleo, la meticulosidad de los detalles, la precisión de las texturas y la búsqueda de nuevos sistemas de representación del espacio tridimensional (véase Perspectiva). Las figuras humanas se enmarcan en un espacio naturalista. En lo que atiene a la búsqueda de los efectos tridimensionales Van Eyck no recurre tanto a la perspectiva con un punto de fuga, sino que logra dar cierta impresión de tridimensionalidad mediante la técnica de las veladuras. 
Busca una coherencia óptica 'correcta'  a través del empirismo que refleje fielmente aquello que el artista ve con sus propios ojos. Crea así tras una ‘observación perfecta’ interiores realistas y reconocibles, y paisajes y ciudades minuciosamente compuestas, permitiendo una ¨especie de ósmosis entre interior y exterior¨ que dota de profundidad y realismo a la obra. Panofsky reconoce esta característica, junto con el exhaustivo trabajo de la luz, la forma de delimitar el espacio interior de la obra y la atención a los detalles compositivos, el “gran secreto de la obra Eyckiana: la comprensión simultánea y, en cierto sentido, la reconciliación de los <dos infinitos>, el infinitesimalmente pequeño y el infinitamente grande.” 
Los paisajes se representan con detalle después de haber sido detenidamente observados. Y aparece en Jan van Eyck, como se ve en el Retrato del matrimonio Arnolfini , una representación fiel y leal de un interior burgués con sus objetos cotidianos. También es muy detallista y minucioso cuando representa las joyas y los tejidos de sus modelos. Inaugura el retrato moderno que procura reflejar fielmente al modelo. 

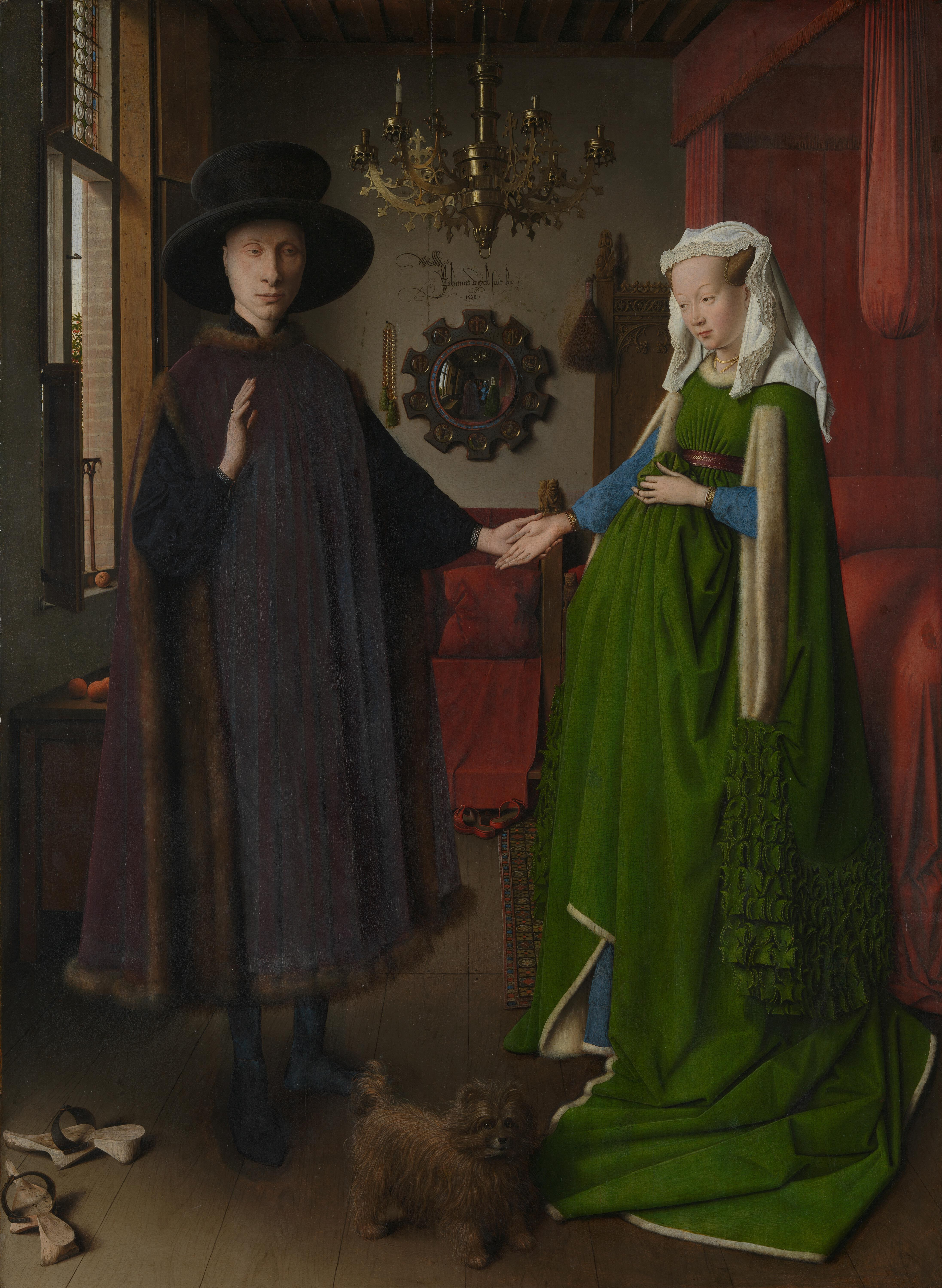
Retrato de Giovanni Arnolfini y su esposa, 1434.

El tratamiento que Van Eyck da a la luz, merced a su dominio de la técnica al óleo, hace bastante correcta la siguiente opinión del crítico Stirling: «Van Eyck redescubre la verdad entrevista en la pintura helenística, pero luego olvidada, según la cual las sombras se encuentran incluso en las claridades, y la luz en todas partes, incluso en las sombras».
Por otra parte resulta interesante observar una constante en la obra de Van Eyck: además de una muy estudiada espacialidad, las figuras humanas (o de aspecto humano) por él representadas tienen una actitud impasible y tendente a la monumentalidad (una ligera excepción a tal impasibilidad se encuentra en la tabla de los «ángeles cantores», o al San Jorge, perteneciente al Políptico de Gante).
Van Eyck es calificado de pintor naturalista. Tal afirmación es bastante cierta, viéndose corroborada en la representación de Adán y Eva, desnudos, en la parte superior del Políptico de Gante, retratados sin idealizaciones y sin demasiadas censuras: Van Eyck les ha pintado casi todos sus pelos. Es de este modo que ha acercado lo religioso a la vida cotidiana en una humilde majestad y belleza. Constituyen los primeros desnudos de la pintura de Europa septentrional.

## Legado
En su fuente temprana más sustancial sobre él, una biografía del año 1454 realizada por el humanista genovés Bartolomeo Facio (De viris illustribus), Jan van Eyck fue llamado «el pintor puntero» de su época. Facio lo coloca entre los mejores artistas de principios del siglo XV, junto con Rogier van der Weyden, Gentile da Fabriano, y Pisanello. Es particularmente interesante que Facio muestre tanto entusiasmo por los pintores flamencos como por los italianos. Este texto también arroja luz sobre aspectos de la producción de Jan van Eyck que hoy se han perdido, citando una escena de baño así como un mapa del mundo que Van Eyck pintó para Felipe el Bueno. Facio también documentó a Van Eyck como un hombre ilustrado, y que estaba versado en los clásicos, particularmente en los escritos de Plinio el Viejo sobre pintura. Esto lo apoyan los documentos de una inscripción del Arte de amar de Ovidio que estaba en el marco original, hoy perdido, del Matrimonio Arnolfini, y por las muchas inscripciones en latín sobre sus pinturas, usando el alfabeto romano, entonces reservado a hombres cultos; también escribe frases en otros idiomas, como el griego o el neerlandés. Jan van Eyck posiblemente tuvo algún conocimiento de latín debido a sus muchas misiones en el extranjero por encargo del duque.
La asombrosa habilidad técnica de Van Eyck y la precisión en los detalles, reproducidos cuidadosamente, fueron muy admiradas por sus contemporáneos. La obra de Van Eyck ha sido abundantemente copiada por los pintores y los iluminadores. Sus compatriotas todavía le seguían considerando el rey de los pintores en el siglo XVI. De este modo ejerció enorme influencia en el arte flamenco y europeo en general. Se considera como su principal discípulo a Petrus Cristus, aunque no se sabe si formó o no parte de su taller. Entre sus directos herederos podemos mencionar a Gérard David , Hugo van der Goes y Konrad Witz, e incluso en Hans Memling, Martin Schongauer, o (aunque ya sea netamente renacentista) el Mabuse. También se vieron influidos por él los italianos como Antonello da Messina y Colantonio. Van der Weyden sigue su estilo realista, si bien añadiendo un mayor dramatismo.
Su renombre internacional, por otro lado, se certifica en la historiografía italiana del siglo XV, donde se encuentra información sobre Van Eyck, relatada, entre otros, por Ciriaco d'Ancona, Facio, Filarete y Giovanni Santi. Fue el único maestro nórdico de la época cuya fama y prestigio se mantuvieron en los siglos siguientes, al punto de surgir el mito de que había sido el creador de la pintura al óleo.

## Eponimia
El asteroide (9561) van Eyck fue nombrado así por este pintor.

## Obras principales

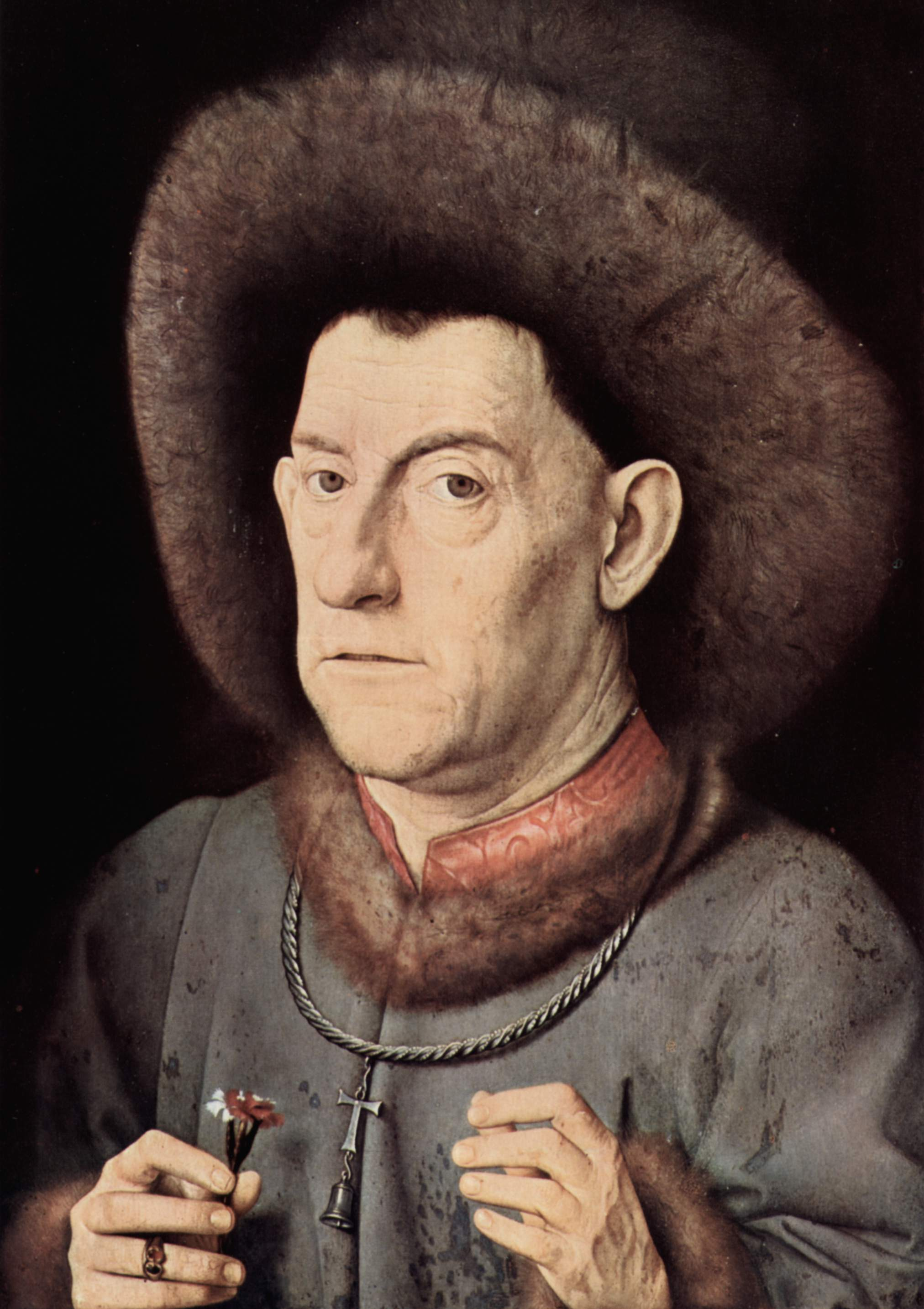
Hombre con clavel, obra de Jan Van Eyck o copia de un original suyo, hacia 1435, óleo sobre tabla, 41,5 x 31,5 cm, Staatliche Museen, Berlín

- Hojas de Libro de Horas de Turín (1422-1424)-Miniatura, Museo cívico de arte antiguo, Turín.
- La Crucifixión y el Juicio Final (¿Hubert van Eyck?, 1420–1425? – h. 1430) - Óleo sobre tabla transferido a lienzo, 56,5 x 19,5 cm (cada pintura), Museo Metropolitano de Arte, Nueva York.
- Tres Marías ante el sepulcro (¿Hubert van Eyck?, 1425-1435)-Museo Boymans-van Beuningen, Róterdam.
- Anunciación (h. 1425-1436) - Óleo sobre lienzo, 93 x 37 cm, Galería Nacional de Arte, Washington, D. C.
- San Francisco recibiendo los estigmas (h. 1428-1430) - Óleo sobre panel, 28 x 33, Galería Sabauda, Turín.
- Retrato de un orfebre (también conocido como Hombre con anillo y Hombre con capirón azul; h. 1429-1430) - Madera, 16,6 x 13,2 cm, Museo Nacional de Arte de Rumanía, Bucarest.
- Virgen del Canciller Rolin (h. 1430 o 1435-1437) - Tabla, 66 x 62 cm, Museo del Louvre, París.
- Retrato del cardenal Nicolás de Albergati (1430-1438) - Óleo sobre panel, 34 x 27,5 cm, Museo de Historia del Arte, Viena.
- San Juan Evangelista (1432) - Óleo sobre panel, 149,1 x 55,1 cm, Catedral de San Bavón, Gante.
- Políptico de Gante (1432) - Óleo sobre tabla, Catedral de San Bavón, Gante.
- Leal Souvenir (Thymotheos, 1432) - Óleo sobre tabla, 34,5 x 19 cm, National Gallery, Londres.
- Virgen con el Niño (1433) - Óleo sobre tabla, 26,5 x 19,5 cm, Galería Nacional de Victoria, Melbourne.
- Hombre con turbante rojo (1433) - Óleo sobre panel, 25,5 x 19 cm, National Gallery, Londres.
- El Matrimonio Arnolfini (1434) - Óleo sobre panel, 82 x 59,5 cm, National Gallery, Londres.
- Virgen del canónigo Van der Paele (1434 o 1436) - Óleo sobre tabla, 122 x 157 cm, Museo Groeninge, Brujas.
- Hombre con clavel (h. 1435) - Óleo sobre tabla, 40 x 31 cm, Staatliche Museen, Berlín.
- Giovanni Arnolfini (h. 1435) - Óleo sobre tabla, 29 x 20 cm, Staatliche Museen, Berlín.
- Baudoin de Lannoy (h. 1435-1438) - Óleo sobre tabla, 26 x 20 cm, Staatliche Museen, Berlín.
- Virgen de Lucca (h. 1435-1436) - Óleo sobre panel, 65,5 x 49,5 cm, Instituto Städel, Fráncfort del Meno.
- Díptico de la Anunciación, formado por el “Ángel de la Anunciación” y la “Virgen de la Anunciación” (h. 1435-1440) - Óleo sobre tabla, 24 x 39 cm, Museo Thyssen-Bornemisza, Madrid.
- San Jerónimo en su estudio (¿Taller?, h. 1435-1441) - Óleo sobre papel de lino sobre tabla de roble, 20 x 12,5 cm, Detroit Institute of Arts, Detroit.
- Jan de Leeuw (1436) - Óleo sobre tabla, 24,5 x 19 cm, Museo de Historia del Arte, Viena.
- Santa Bárbara (1437) - Grisalla sobre tabla, 31 x 18,5 cm, Museo Real de Bellas Artes, Amberes.
- Tríptico de Dresde (1437) -Óleo sobre tabla, 27,5 x 21,5 cm la tabla central de la Virgen con el Niño, Gemäldegalerie Alte Meister, Dresde.
- Cabeza de Cristo (1438), copia - Staatliche Museen, Berlín, y Alte Pinakothek, Múnich.
- La Virgen en una iglesia (h. 1438) - Óleo sobre tabla, 32 x 14 cm, Gemäldegalerie, Berlín.
- Margarita van Eyck (1439) - Óleo sobre tabla, 32,6 x 25,8 cm, Museo Groeninge, Brujas.
- Virgen de la Fuente (1439) - Óleo sobre tabla, 19 x 12 cm, Museo Real de Bellas Artes, Amberes.
- Santa Faz (Copia, 1440) - Óleo sobre tabla, 44 x 32 cm, Staatliche Museen, Berlín; y Alte Pinakothek, Múnich.
- Retrato de Cristo (1440) - Tabla de roble, 33,4 x 26,8 cm, Museo Groeninge, Brujas.
- Virgen con un cartujo (principios de los años cuarenta, con su taller) - Óleo sobre tabla, 47,31 x 61,28  cm, Colección Frick, Nueva York.

Se atribuyen también a Jan van Eyck una serie de dibujos conservados en gabinetes de dibujo, entre ellos:
- Boceto para Nicolás de Albergati - 21,2 x 18  cm, Gabinete de dibujos, Dresde.
- Caballero con Halcón - 18,8 x 14,3 cm, Instituto Städel, Fráncfort del Meno.
- Juan IV, duque de Brabante y “Luis, duque de Saboya”- 20,4 x 12,8 cm, Museo Boymans-van Beuningen, Rótterdam.
- San Juan Evangelista- 20,4 x 13,7 cm, Galería Albertina, Viena.